# Artistique-Europameisterschaft 1978

Logo CEB (ausrichtender Verband)

Veranstaltungsort:
St. Maur

Die Billard-Artistique-Europameisterschaft 1978 war das 21. Turnier in dieser Disziplin des Karambolagebillards und fand vom 30. März bis zum 2. April 1978 in St. Maur statt.

## Modus
Gespielt wurden 76 verschiedene Figuren mit verschiedenen Punktewertungen. Jeder Teilnehmer hatte pro Figur drei Versuche. Die maximale Punktzahl betrug 500 Punkte.

Gewertet wurde wie folgt:
1. Punkte = Erzielte Punkte
2. Versuche = Anzahl der gespielten Versuche
3. gelöste Figuren = gelöste Figuren
4. HS = Punkte der nacheinander gelösten Figuren
5. % = Prozentual gelöste Figuren

## Abschlusstabelle
| Platz                        | Name               | Punkte | Versuche | gel. Figuren | HS | %       |
| ---------------------------- | ------------------ | ------ | -------- | ------------ | -- | ------- |
| 1                            | Raymond Steylaerts | 252    | 180      | 41           | 38 | 50,40 % |
| 2                            | Léo Corin          | 246    | 175      | 41           | 27 | 49,20 % |
| 3                            | Valentin Almerich  | 239    | 187      | 39           | 33 | 47,80 % |
| 4                            | Jean-Luc Chiche    | 190    | 180      | 34           | 22 | 38,00 % |
| 5                            | Gérard Mouradian   | 174    | 192      | 29           | 32 | 34,80 % |
| 6                            | Giuseppe Tomsich   | 164    | 196      | 29           | 18 | 32,80 % |
| 7                            | Werner Hutmacher   | 103    | 205      | 18           | 12 | 20,60 % |
| 8                            | Julio Gil          | 81     | 204      | 15           | 12 | 16,20 % |
| Turnierdurchschnitt: 36,22 % |                    |        |          |              |    |         |